# 부천여월중학교
부천여월중학교(富川如月中學校)는 대한민국 경기도 부천시 오정구 여월동에 있는 공립 중학교이다.

## 학교 연혁
- 1994년 8월 20일 : 부천여월중학교 설립인가
- 1996년 3월 1일 : 부천여월중학교 개교
- 1996년 3월 1일 : 초대 구자윤 교장 취임
- 1996년 3월 4일 : 제1회 입학식 404명(남 211명, 여 193명)
- 1996년 6월 7일 : 개교 기념식 거행
- 1999년 2월 12일 : 제1회 졸업식 381명(남 198명, 여 183명)
- 1999년 8월 30일 : 8개 교실 증축
- 2000년 7월 1일 : 급식소 설치
- 2000년 9월 10일 : 건물완공(4교실 증축, 특별실 증축)
- 2021년 3월 1일 : 제11대 최광자 교장 취임
- 2024년 1월 5일 : 제26회 졸업식 157명, 총 졸업생 수 10,397명
- 2024년 3월 4일 : 제29회 입학식 164명(남 83명, 여 81명)

## 참고 자료
- 부천여월중학교 - 한국교육학술정보원 학교알리미